# Erigeron setosus
Erigeron setosus là một loài thực vật có hoa trong họ Cúc. Loài này được (Benth.) M.Gray mô tả khoa học đầu tiên năm 1974.